# Zwarte Schilderijen
De Zwarte Schilderijen (Spaans: Pinturas negras) is de naam die gegeven wordt aan een reeks van schilderijen van de Spaanse kunstschilder Francisco Goya.
Hij maakte deze schilderijen aan het eind van zijn leven (1819-1823) in een periode waarin hij steeds meer last kreeg van slechthorendheid en depressies. De naam verwijst niet alleen naar de kleuren, of beter gezegd de kleurloosheid van de schilderijen die vooral gemaakt zijn in de kleuren zwart, grijs en bruin, maar ook naar de terugkerende thema's. Veel van de doeken tonen voorstellingen die te maken hebben met hekserij. Van het omvangrijke oeuvre van Goya worden veertien exemplaren tot de zwarte schilderijen gerekend.
Tijdens de gruwelen van de napoleontische oorlogen die Spanje veel schade hebben toegebracht, raakte Goya verbitterd en begon hij zich meer en meer van de mensheid af te keren. Bovendien leefde hij in voortdurende angst om spoedig te sterven, hij had al tot twee keer toe een zware ziekte overleefd en was erg bang voor een terugslag.
De schilderijen zijn niet gemaakt voor een opdrachtgever, Goya was van plan om ze in zijn eigen huis te laten hangen en gaf ook geen namen aan de werken. De namen die tegenwoordig gebruikt worden zijn bedacht door kunsthistorici, daardoor komt het voor dat er voor één schilderij soms verschillende namen bestaan. Het bekende Heksensabbat (1820-1823) is in Spanje bekend onder zowel de naam El Aquelarre als El Gran Cabrón. Deze eerste benaming is vaak de oorzaak van verwarring. In het Museo Lázaro Galdiano hangt een bekend werk uit 1798 van de hand van Goya dat eveneens Aquelarre heet en een heksensabbat in Baskenland uitbeeldt. Dit werk heeft een duidelijk ander coloriet dan Goya's latere werk.
|  |

Pas aan het einde van de 19e eeuw, zeventig jaar nadat ze geschilderd waren, werden de doeken uit het voormalige woonhuis van Goya gehaald, waar ze gewoon rechtstreeks op de vaak vochtige muren hingen. Hierdoor was de toestand waar ze zich in bevonden al behoorlijk verslechterd. Nadat ze gedoneerd werden aan de Spaanse staat zijn ze gerestaureerd en tentoongesteld in het Prado museum in Madrid. Ze zijn hier nog altijd te zien.
De volgende werken worden tot de Zwarte Schilderijen gerekend; het is niet goed mogelijk om een chronologische volgorde aan te geven, omdat Goya vaak aan verschillende schilderijen tegelijk werkte.
| Titel                                 | Schilderij |
| ------------------------------------- | ---------- |
| Noodlot                               |            |
| Lezende mannen                        |            |
| Asmodea                               |            |
| De hond                               |            |
| Gevecht met stokken                   |            |
| De Heksensabbat                       |            |
| Leocadia                              |            |
| Saturnus, zijn zoon verslindend       |            |
| Twee oude mannen                      |            |
| Bedevaart naar de bron van San Isidro |            |
| Twee oude mannen die soep eten        |            |
| Judith en Holofernes                  |            |
| Pelgrimstocht naar San Isidro         |            |
| Twee lachende vrouwen                 |            |